# Coccoloba densifrons
Coccoloba densifrons Mart. ex Meisn. – gatunek rośliny z rodziny rdestowatych (Polygonaceae Juss.). Występuje naturalnie w Kolumbii, Ekwadorze, Peru, Boliwii oraz Brazylii (w stanach Acre, Amazonas, Pará, Rondônia, Goiás, Mato Grosso do Sul i Mato Grosso).

## Morfologia
PokrójWiecznie zielone drzewo lub krzew. Dorasta do 8 m wysokości.
LiścieBlaszka liściowa jest skórzasta i ma odwrotnie jajowaty, podłużnie odwrotnie jajowaty lub podłużnie eliptyczny kształt. Mierzy 9–27 cm długości, jest całobrzega, o rozwartej nasadzie i wierzchołku od tępego do spiczastego.
OwoceNiemal kulistego kształtu, osiągają 8–10 mm średnicy.

## Biologia i ekologia
Rośnie w lasach, na terenach nizinnych.